# فيسنتي غوميز أومبيريز
خوسيه فيسنتي غوميز أومبيريز (بالإسبانية: José Vicente Gómez Umpiérrez)‏ (مواليد 31 أغسطس 1988 - لاس بالماس دي غران كناريا ، إسبانيا) لاعب كرة قدم إسباني ، يلعب في مراكز خط الوسط الدفاعي والمحوري والهجومي، ويلعب حاليًا لديبورتيفو لاكورونا الإسباني.

## روابط خارجية
- فيسنتي غوميز أومبيريز على موقع قاعدة بيانات كرة القدم.إي يو (الإنجليزية)
- فيسنتي غوميز أومبيريز على موقع Soccerbase.com (لاعب) (الإنجليزية)
- فيسنتي غوميز أومبيريز على موقع Soccerway.com (الإنجليزية)
- فيسنتي غوميز أومبيريز على موقع AS.com (الإسبانية)